# Банщиково (Забайкальский край)
Банщиково — село в Шелопугинском районе Забайкальского края России. Входит в состав сельского поселения «Шелопугинское». Основано в XVIII веке.

## География
Село находится в центральной части района, на левом берегу реки Унды, при автодороге 76А-008, на расстоянии примерно 7 километров (по прямой) к юго-востоку от села Шелопугина. Абсолютная высота — 701 метр над уровнем моря.
Климат
Климат характеризуется как резко континентальный, с продолжительной морозной малоснежной зимой и коротким тёплым летом. Средняя многолетняя температура самого холодного месяца (января) составляет −33,6 °С (абсолютный минимум — −59 °С), температура самого тёплого (июля) — 17,7 °С (абсолютный максимум — 36 °С). Безморозный период длится в течение 74 дней. Среднегодовое количество осадков — 359 мм
Часовой пояс
Село Банщиково находится в часовой зоне МСК+6. Смещение применяемого времени относительно UTC составляет +9:00.

## Население
| 2010 | 2021 |
| ---- | ---- |
| 124  | ↘93  |

Половой состав
По данным Всероссийской переписи населения 2010 года в гендерной структуре населения мужчины составляли 52,4 %, женщины — соответственно 47,6 %.
Национальный состав
Согласно результатам переписи 2002 года, в национальной структуре населения русские составляли 100 % из 168 чел.

## Инфраструктура
Действует начальная школа.